# Brigitte Broch
Brigitte Broch (Koszalin, 21 novembre 1943) è una scenografa tedesca naturalizzata messicana.
Frequente collaboratrice di Alejandro González Iñárritu, nel 2002 ha vinto l'Oscar alla migliore scenografia come arredatrice di scena di Catherine Martin per Moulin Rouge!.

## Filmografia parziale

### Scenografa

#### Cinema
- Uno per tutte (Sólo con tu pareja), regia di Alfonso Cuarón (1991)
- La vida conyugal, regia di Carlos Carrera (1993)
- Motel Eden (El jardín del Edén), regia di María Novaro (1994)
- Entre Pancho Villa y una mujer desnuda, regia di Sabina Berman (1996)
- Amores perros, regia di Alejandro González Iñárritu (2000)
- Le donne vere hanno le curve (Real Women Have Curves), regia di Patricia Cardoso (2002)
- 21 grammi (21 Grams), regia di Alejandro González Iñárritu (2003)
- Lei mi odia (She Hate Me), regia di Spike Lee (2004)
- Babel, regia di Alejandro González Iñárritu (2006)
- Prospettive di un delitto (Vantage Point), regia di Pete Travis (2008)
- The Reader - A voce alta (The Reader), regia di Stephen Daldry (2008)
- Biutiful, regia di Alejandro González Iñárritu (2010)
- Abel, regia di Diego Luna (2010)
- Safe House - Nessuno è al sicuro (Safe House), regia di Daniel Espinosa (2012)
- Madame Luna, regia di Daniel Espinosa (2024)

#### Televisione
- Fidel - La storia di un mito (Fidel) – film TV (2002)
- Il detenuto (El recluso) – serie TV, 13 episodi (2018)

### Arredatrice di scena
- El patrullero, regia di Alex Cox (1991)
- Romeo + Giulietta di William Shakespeare (William Shakespeare's Romeo + Juliet), regia di Baz Luhrmann (1996)
- Moulin Rouge!, regia di Baz Luhrmann (2001)

## Riconoscimenti
- Premio Oscar
  - 1997 – Candidatura per la migliore scenografia per Romeo + Giulietta di William Shakespeare
  - 2002 – Migliore scenografia per Moulin Rouge!